# Élodie Godin
Élodie Godin, (nascuda el 5 de juliol de 1985 a Cherbourg-Octeville, França) és una jugadora de bàsquet francesa.